# Jozef Tománek
Jozef Tománek (* 15. června 1945, Dolné Kočkovce) je bývalý slovenský fotbalista, záložník. Jeho bratrem je bývalý fotbalista Štefan Tománek.

## Fotbalová kariéra
V československé lize hrál za Slovan Bratislava, Duklu Praha, Duklu Banská Bystrica a ZVL Žilina. V lize nastoupil ke 215 utkáním a dal 42 gólů. Za juniorskou reprezentaci do 23 let nastoupil v 11 utkáních. Vítěz Slovenského poháru a finalista Československého poháru 1970.

## Ligová bilance
| Ročník                                   | Zápasy | Góly | Klub                  |
| ---------------------------------------- | ------ | ---- | --------------------- |
| 1. československá fotbalová liga 1963/64 | 4      | 0    | Slovan Bratislava     |
| 1. československá fotbalová liga 1964/65 | 15     | 3    | Slovan Bratislava     |
| 1. československá fotbalová liga 1965/66 | 19     | 2    | Slovan Bratislava     |
| 1. československá fotbalová liga 1966/67 | 26     | 1    | Slovan Bratislava     |
| 1. československá fotbalová liga 1967/68 | 16     | 1    | Slovan Bratislava     |
| 1. československá fotbalová liga 1968/69 | 4      | 1    | Dukla Praha           |
| 1. československá fotbalová liga 1968/69 | 10     | 0    | Dukla Banská Bystrica |
| 2. československá fotbalová liga 1969/70 | -      | -    | Dukla Banská Bystrica |
| 1. československá fotbalová liga 1970/71 | 8      | 0    | Slovan Bratislava     |
| 1. československá fotbalová liga 1971/72 | 29     | 6    | ZVL Žilina            |
| 1. československá fotbalová liga 1972/73 | 28     | 12   | ZVL Žilina            |
| 1. československá fotbalová liga 1973/74 | 29     | 9    | ZVL Žilina            |
| 1. československá fotbalová liga 1974/75 | 13     | 3    | ZVL Žilina            |
| 1. československá fotbalová liga 1975/76 | 15     | 4    | ZVL Žilina            |
| CELKEM 1. liga                           | 215    | 42   |                       |